# Die Herrschaft des Feuers
Die Herrschaft des Feuers ist ein amerikanisch-britisch-irischer Fantasy-Actionfilm von Regisseur Rob Bowman, in dem die Welt von einer uralten Spezies feuerspeiender Drachen erobert wird. Die miteinander im Streit liegenden Anführer des menschlichen Widerstands werden von Christian Bale und Matthew McConaughey dargestellt. Der Film wurde erstmals in Deutschland am 28. Juli 2002 im Rahmen des Fantasy Filmfests gezeigt.

## Handlung
2008: Quinn Abercromby ist ein 12-jähriger Schüler in London. Wie fast jeden Tag besucht er seine Mutter Karen, die Leiterin eines Tiefbauprojekts beim U-Bahn-Bau unter den Straßen der Stadt ist, bei der Arbeit. Doch diesmal geschieht etwas Seltsames: Die Arbeiter finden einen geheimnisvollen Hohlraum und Quinn klettert hinein. In der seit Ewigkeiten verschlossenen Höhle dahinter schreckt er eine gewaltige Kreatur aus jahrhundertelangem Tiefschlaf, die sich Feuer speiend einen Weg zur Oberfläche bahnt. Karen kann ihren Sohn in einen Bauaufzug retten, wird aber selbst getötet.
In einer von Quinn erzählten Rückblende wird erläutert, dass die Drachen die Dinosaurier verbrannt hatten und danach eine Art „Winterschlaf“ hielten. Nun tauchen plötzlich Hunderte, dann Tausende und schließlich Millionen von ihnen auf und greifen die Menschheit an. Die Weltmächte setzen ihr gesamtes Waffenarsenal, auch Nuklearwaffen, gegen sie ein, vernichten jedoch eher die eigenen Städte als die Feuerechsen.
2020: Die Drachen haben sich überall auf der Erde ausgebreitet und fast die gesamte menschliche Zivilisation verbrannt. Quinn führt mittlerweile eine Kolonie von Überlebenden an, die sich im englischen Hinterland in der alten Ruine einer Burg verstecken. Gemeinsam mit seinem besten Freund Creedy lehrt er die Kinder von klein auf, sich vor den Drachen zu verstecken und stets wachsam zu sein. Er glaubt, dass die Drachen irgendwann, wenn sie alle Nahrung vertilgt haben, von allein aussterben werden.
Dann aber taucht eine Einheit der US Army unter der Führung des grobschlächtigen Denton Van Zan auf. Sie sind Drachenjäger; und mit einem letzten Panzer, einigen Unterstützungsfahrzeugen und einem Helikopter von Pilotin Alex Jensen hetzen sie gerade eines der Monster. Notgedrungen kommt Quinn ihnen zu Hilfe, und obwohl mehrere Mitglieder von Van Zans Team sterben, gelingt es mit vereinten Kräften, den Drachen zu erlegen.
Die Bewohner der Burg wollen mit den Soldaten feiern, diese lehnen aber ab. Van Zan bezeichnet sie als Schwächlinge und fordert sie auf, aus ihrem Versteck zu kommen und mit ihm in den Kampf zu ziehen. Er hat herausgefunden, dass alle bisher gesichteten oder getöteten Drachen Weibchen waren und dass es höchstwahrscheinlich nur ein einziges Männchen gibt, das seit Anbeginn der Evolution immer wieder in Winterschlaf fällt und erwacht, wenn der Planet einer neuen Generation von Feuerspuckern genug Nahrung bietet.
Van Zan beginnt, mit Gewalt Männer aus der Burg für seinen Feldzug nach London zu rekrutieren, wo er das Männchen vermutet. Quinn versucht ihn aufzuhalten, weil ihm bewusst ist, dass es unmöglich ist den Drachen, den er als Kind aufwachen sah, zu besiegen, da es viel größer und gefährlicher ist als die Weibchen. So kommt es zum Kampf, bei dem Quinn klar unterliegt. Der Ex-Soldat und seine Truppe brechen auf, werden aber von dem männlichen Drachen aufgespürt und überfallen; alle verbrennen, nur Alex, Van Zan und ein verletzter Soldat überleben. Anschließend nimmt sich das Ungetüm die Burg von Quinn und seinen Freunden vor, der einen Teil von ihnen gerade noch in einem Schutzbunker in Sicherheit bringen kann. Creedy kommt ums Leben.
Gedemütigt kehrt Van Zan zur zerstörten Burg zurück. Quinn, der in der Zwischenzeit über den Plan von Van Zan nachgedacht hat, erkennt, dass nur er dank seiner Kenntnisse über London und den Drachen sie sicher nach London zur Kreatur bringen kann. Er erläutert es Van Zan und daraufhin brechen die beiden in Begleitung von Alex auf. In der zerstörten Metropole, wo die Drachen inzwischen bereits anfangen, sich gegenseitig aufzufressen, kommt es zum finalen Kampf gegen das Drachenmännchen, nachdem sie den Untergrund benutzen konnten, um sich ihm nähern zu können. Van Zan opfert sich, um Quinn einen Vorteil zu verschaffen, und dieser kann mit Alex’ Hilfe einen Armbrust-Pfeil mit einer Sprengladung ins Maul der Bestie schießen, die einst seine Mutter tötete. Die Ladung explodiert im Inneren des Drachen und tötet ihn.
Einige Monate vergehen. Quinn und Alex stellen mit anderen Burgbewohnern einen Sendemast auf einem Hügel an der Küste auf, mit dessen Hilfe sie Nachrichten weiterer Überlebender aus Frankreich empfangen. Seit drei Monaten sind keine Drachen mehr am Himmel aufgetaucht.

## Hintergrund
Das Konzept der aus Drüsen im Mund ausgestoßenen entflammbaren Gase ist an die Giftdrüsen der Speikobras angelehnt.

## Deutsche Synchronfassung
Die deutsche Synchronbearbeitung entstand bei der Iyuno Germany in Berlin. Engelbert von Nordhausen schrieb das Dialogbuch und führte Dialogregie.
| Darsteller          | Deutscher Sprecher       | Rolle            |
| ------------------- | ------------------------ | ---------------- |
| Christian Bale      | Patrick Winczewski       | Quinn Abercromby |
| Matthew McConaughey | Oliver Stritzel          | Denton Van Zan   |
| Gerard Butler       | Daniel Fehlow            | Creedy           |
| Izabella Scorupco   | Claudia Urbschat-Mingues | Alex Jensen      |
| Alexander Siddig    | Boris Tessmann           | Ajay             |
| Alex Meacock        | Peter Reinhardt          | Alvarez          |
| Ned Dennehy         | Thomas Wolff             | Barlow           |
| Rory Keenan         | Alexander Doering        | Devon            |
| David Kennedy       | Bernd Schramm            | Eddie Stax       |
| Terence Maynard     | Ingo Albrecht            | Gideon           |
| Doug Cockle         | Gerald Paradies          | Goosh            |
| Gerry O’Brien       | Engelbert von Nordhausen | Jerry            |
| Dessie Gallagher    | Detlef Bierstedt         | Jess             |
| Ben Thornton        | Filipe Pirl              | junger Quinn     |
| Alice Krige         | Martina Treger           | Karen Abercromby |
| Duncan Keegan       | Matthias Hinze           | Michael          |
| Maree Duffy         | Silvia Mißbach           | Rachel           |

## Kritiken
- Der Film spielte weltweit 82 Millionen Dollar ein, bei Kosten von 60 Millionen.[3]
- Viele deutsche Kinos nahmen den Film nicht ins Programm.
- Das Lexikon des internationalen Films bezeichnete den Film als Intelligentes Genrekino, das einen wehrhaften Idealismus propagiert.[4]

## Wissenswertes
- Im Film führen Quinn und Creedy vor den Kindern in der Menschenkolonie eine Szene aus Star Wars: Episode 5 – Das Imperium schlägt zurück auf, bei dem Darth Vaders bekannte Worte „Ich bin dein Vater!“ fallen.

## Auszeichnungen (Auswahl)
- Der Film war 2003 für den Saturn Award in der Kategorie Bester Fantasyfilm nominiert.
- 2002: Sitges Festival Award: Bester Film (nominiert), beste visuelle Effekte

## Adaption
- Reign of Fire: Die Herrschaft des Feuers (2003), Videospiel für Nintendo GameCube, Xbox und PlayStation 2